# Schilpario
Schilpario (lombardul: Scülpér) település Olaszországban, Lombardia régióban, Bergamo megyében. Lakosainak száma 1131 fő (2023. január 1.). Schilpario Vilminore di Scalve, Azzone, Borno, Cerveno, Lozio, Paisco Loveno, Teglio és Ossimo községekkel határos.

## Népesség
A település lakossága az elmúlt években az alábbi módon változott:
| Lakosok száma | 1186 | 1184 | 1131 |
|               | 2017 | 2018 | 2023 |